# ويكيبيديا الكرواتية
ويكيبيديا الكرواتية (بالكرواتية: Wikipedija na hrvatskom jeziku) هي النسخة الكرواتية من موسوعة ويكيبيديا تاريخ إطلاقها كان في 16 فبراير 2003.

## مسار التقدم
- بداية سبتمبر 2010، عدد المقالات 86,160.

## الإحصائيات
| عدد المستخدمين المسجلين | عدد المستخدمين النشيطين | عدد المقالات | صفحات المحتوى | عدد التعديلات | عدد الملفات المرفوعة | عدد الإداريين |
| ----------------------- | ----------------------- | ------------ | ------------- | ------------- | -------------------- | ------------- |
| 328٬461                 | 475                     | 225٬939      | 484٬112       | 7٬194٬303     | 21٬662               | 15            |

## المرتبة
في عام 2006، احتلت ويكيبيديا الكرواتية المرتبة 32 من حيث عدد المقالات. بحلول عام 2015، كانن قد انخفضت إلى المركز 41، وخسرت تسعة مراكز في تسع سنوات. في عيد ميلاد ويكيبيديا العشرين في عام 2021، احتلت ويكيبيديا الكرواتية المرتبة 44.

### تعديل الشعار

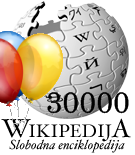
30,000 مقالة
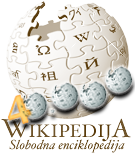
40,000 مقالة
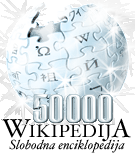
50,000 مقالة
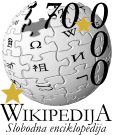
70,000 مقالة
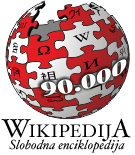
90,000 مقالة
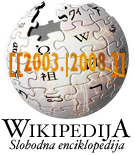
5 سنوات
200,000 مقالة